# Polysulfid vápenatý
Jako polysulfid vápenatý se označuje množina vápenatých solí, kde je síra ve formě řetězců atomů o různé délce. Polysulfid vápenatý (směs různých polysulfidů vápenatých) se používá jako pesticid v zemědělství a zahradnictví (je znám pod obchodním názvem Sulka). Vzniká reakcí hydroxidu vápenatého s elementární sírou; lze ho připravovat zahříváním směsi těchto látek s malou příměsí tenzidu. Používá se obvykle jako vodný roztok, který má červenožlutou barvu a typický výrazný zápach.
New York State Agricultural Experiment Station doporučuje pro výrobu koncentrátu použít 36 kg síry, 16 kg čistého páleného vápna a 189 litrů vody. Hmotnostní poměr pro reakci je 2,25:1 – takto vzniká v největší míře pentasulfid. Použije-li se místo páleného vápna vápenný hydrát, je potřeba zvýšit množství o třetinu nebo víc (na dané množství síry). Také při nižší čistotě vápna (ať už páleného nebo hydrátu) se musí patřičně navýšit jeho množství. Použití vápna s čistotou pod 90 % se nedoporučuje. Směs se vaří hodinu za míchání a přidávání malého množství horké vody na kompenzaci odparu.

## Použití
Polysulfid vápenatý se prodává ve formě postřiku aplikovaného na opadavé stromy. Působí proti houbám, bakteriím a hmyzu na povrchu kůry. Není vhodný pro stálezelené rostliny, protože poškozuje listy.
Pěstitelé bonsají používají neředěný polysulfid vápenatý k bělení, sterilizaci a konzervaci suchých větví na bonsajích, aby měly starý vzhled. Nepostřikují celý strom, jako se to dělá při běžném pesticidním ošetřování, nýbrž nanášejí přípravek přímo na dřevo; často přidávají malé množství tmavé barvy, aby byl vzhled přirozenější. Bez obarvení se dřevo vybělí do odstínu slonové kosti a nějakou dobu trvá, než získá přirozený odstín. Protože nedochází ke kontaktu s listy nebo jehličím, lze tuto techniku používat i pro stálezelené stromy.
Zředěné roztoky (1:16 až 1:32; neředěný roztok je žíravý a může způsobit poleptání) se používají také jako lázeň pro zvířata proti kožním plísním a parazitům.

## Bezpečnost
Polysulfid vápenatý reaguje se silnými kyselinami (včetně chlorovodíkové, která je přítomna i v žaludku) za uvolnění vysoce toxického sulfanu. Není příliš hořlavý, ale při spalování vzniká dráždivý a toxický oxid siřičitý.
Při práci s polysulfidem vápenatým je vhodné používat ochranné brýle a rukavice. Je silně zásaditý (typické komerční koncentráty mají pH nad 11,5) a žíravý pro živé tkáně. Poškozuje zejména oči.

## Historie
Polysulfid vápenatý byl zřejmě nejstarší syntetickou chemikálií používanou jako pesticid. Používal se od 40. let 19. století ve Francii proti padlí révovému (houba Uncinula necator), které sem bylo zavlečeno ze Spojených států v roce 1845 a snížilo produkci révy vinné o 80 %. V roce 1886 byl polysulfid vápenatý použit v Kalifornii proti červcům. Od roku 1904 se polysulfid vápenatý vyrábí komerčně, do té doby si ho pěstitelé museli připravovat sami. Ve 20. letech 20. století byly prakticky všechny sady v západních zemích ošetřovány postřikem polysulfidem vápenatým. Od 40. let je však postupně nahrazován organickými fungicidy, u kterých je nižší riziko poškození listů.